# Calceolaria brachiata
Calceolaria brachiata är en toffelblomsväxtart som beskrevs av Kränzl.. Calceolaria brachiata ingår i släktet toffelblommor, och familjen toffelblomsväxter. Inga underarter finns listade i Catalogue of Life.